# بيندوباكو
بيندوباكو بلدية في ولاية باهيا في المنطقة الشمالية الشرقية من البرازيل.